# Bil Baird
William Britton Baird (Grand Island, Nebraska; 15 de agosto de 1904 – 18 de marzo de 1987), más conocido como Bil Baird, fue un titiritero estadounidense. Su estudio The Art of the Puppet (1965) es un clásico en la bibliografía dedicada al mundo del títere.
Entre sus creaciones más populares están: el león "Charlemane" y la nariz extensible que llevó Peter Noone caracterizado como Pinocho en la adaptación musical del relato de Carlo Collodi que se emitió por la NBC como programa especial de Hallmark Hall of Fame.

## Biografía
Nacido en Grand Island, Nebraska, creció en Mason (Iowa). El propio Baird relata que su amor por títeres y marionetas nació el día en que su padre construyó una sencilla marioneta cuando él tenía ocho años. Con catorce años, Baird ya creaba sus propios títeres y ofrecía actuaciones en el desván de su casa. En 1921, presenció una actuación del ilustrador, titiritero y diseñador de marionetas Tony Sarg, que aumentó su interés. 
Graduado por la Universidad de Iowa y el Art Institute of Chicago, c
En 1934, fundó su propia compañía, la "Baird Marionettes". Su primera actuación ocurrió en la Feria Mundial de Chicago.
En 1951, los muñecos de Baird interpretaron varios papeles en el musical de Broadway Flahooley, una fantasía sobre una muñeca producida en masa que, sin querer, amenaza el sistema industrial estadounidense.
En el ámbito popular a nivel universal, su trabajo es conocido por aparecer en una escena de la película Sonrisas y Lágrimas, y por la anecdótica hazaña conseguida en febrero de 1971 con motivo del alunizaje del Apolo XIV... Al averiarse la cámara de TV de la nave, la cadena NBC siguió emitiendo imágenes recreadas en un escenario artificial en el que Baird y otros tres titiriteros, moviéndose en unos andamios instalados sobre una plataforma de 18 metros, manipulaban dos marionetas de quince metros de alto. Los movimientos seguían los informes enviados por los propios cosmonautas. Nadie se dio cuenta.
A lo largo de más de medio siglo, Baird y sus títeres amenizaron todo tipo de ferias mundiales, llegando a países como Nepal, Afganistán y la Unión Soviética, o continentes de fabulosa riqueza titiritera como la India. En su país, durante la Feria Mundial de 1964/65 en Nueva York, sus muñecos participaron en "The Show-Go-Round", musical que se exhibía en el Pabellón Chrysler.

## Reconocimientos
Baird recibió numerosos galardones y honores, entre ellos el homenaje de la Unión Internacional de la Marionette y Titiriteros de América en el Centro John F. Kennedy para las Artes Escénicas de Washington, en 1980.

## Dispersión de su legado
Los hijos de Bil Baird, Laura y Peter, acordaron vender casi todas las creaciones de Baird en una subasta que se celebró en la Casa de Subastas de Grennwich durante más de 2 días (se subastaron 800 lotes). Peter Baird, Paddy Blackwood y otros titiriteros exhibieron sus muñecos, señalando con cada movimiento de las cuerdas de la marioneta una nueva puja del público. Las marionetas que retrataban a "Elsie la Vaca" y su familia fueron vendidas a un juguetero de Pensilvania. El gran lote "Olly Oilcan" de la feria mundial de Chicago de 1939, se vendió por la increíble cantidad de 11.000 de dólares.